# Stazione di San Vito dei Normanni
Stazione di San Vito dei Normanni vasútállomás Olaszországban, Puglia régióban, San Vito dei Normanni településen.

## Vasútvonalak
Az állomást az alábbi vasútvonalak érintik:
- Ancona–Lecce-vasútvonal

## Kapcsolódó állomások
A vasútállomáshoz az alábbi állomások vannak a legközelebb: 
- Stazione di Carovigno
- Stazione di Brindisi